# Плаксина, Тамара Ивановна
Тама́ра Ива́новна Пла́ксина (род. 20 января 1937, Куйбышев) — советский и российский учёный, ботаник, флорист, доктор биологических наук, профессор кафедры экологии, ботаники и охраны природы Самарского госуниверситета, член-корреспондент Российской академии естественных наук.

## Биография
Родилась в Куйбышеве в семье рабочего. После школы поступила на факультет естествознания Куйбышевского государственного педагогического института. Принимала участие в научно-исследовательской работе кафедры ботаники и ботанического кружка, не оставив эту работу и после окончания института, когда трудилась учителем Неклюдовской восьмилетней школы Камышлинского района Куйбышевской области.
В 1960 году была приглашена на должность младшего научного сотрудника в Куйбышевский областной краеведческий музей. В 1961 году была зачислена ассистентом на кафедру ботаники Куйбышевского педагогического института, а в 1965 по рекомендации кафедры была направлена в аспирантуру кафедры органической и биологической химии Московского государственного педагогического института. С июля 1970 года — работник Самарского государственного университетеа, где прошла путь от лаборанта до профессора.
В декабре 1970 году защитила кандидатскую диссертацию. В 1994 году — докторскую диссертацию: «Флора Волго-Уральского региона».

## Научная работа
Внимание в научной деятельности уделяла изучению природы Жигулёвского заповедника. Провела инвентаризацию флоры, проанализировала динамику за 50 лет, выявила новые редкие виды, ранее не описанные на этой территории.
Описания флористических находок, сделанных Плаксиной на территории Самарской области и Волго-Уральском регионе, много лет публикуются в Ботаническом журнале.
До её исследований сведения по флоре Жигулёвского заповедника были разрознены и не систематизированы. Опубликовала в 1992 году под эгидой комиссии по организации научных исследований в заповедниках РАН брошюру со списком сосудистых растений под редакцией члена-корреспондента РАН В. Н. Тихомирова. Эта работа о флоре Жигулёвского заповедника остаётся единственной, все остальные исследовали более флору Самарской Луки в целом.
В 1977 году составила список реликтовых представителей флоры Жигулей. В 1979 году опубликовала исследование лесных эндемичных видов Среднего Поволжья. В 1978 году научно-исследовательская работа Плаксиной вошла в координационный план АН СССР по проблеме «Биологические основы рационального использования преобразования и охраны растительного мира». Её исследования широко использовались в ряде статей Красной книги СССР (1984), РСФСР (1988), Российской Федерации (2007), Самарской области.
Опубликовала более 460 научных публикаций в местных, российских и зарубежных издания. Опубликовала 15 монографий и разделов в них, среди которых «Atlas Florae Europaeae» (1983, 1986, 1989), «Сосудистые растения Жигулёвского заповедника» (1992), «Конспект флоры Волго-Уральского региона» (2001 год).
За годы полевых работ собрала и обработала более 20 тысяч гербарных листов, которые хранятся в центральных гербариях страны и региона. Организатор лаборатории «Гербарий» при Самарском государственном университете.

## Педагогическая деятельность
Соавтор учебного пособия «Природа Самарской Луки», автор пособия «Редкие, исчезающие растения Самарской области» (1998), автор методических указаний к лабораторным занятиям по «Систематике низших растений» и «Морфологии растений», практикума «Сосудистые растения Волго-Уральского региона» для программных курсов по специализации «Растительные ресурсы» и «Местная флора».
Читала курсы: «Местная флора и её охрана», «Экологическая география растений», «Растительные ресурсы, их использование и охрана», «Большой практикум по систематике растений». Руководила аспирантами по специальности «ботаника».
Член диссертационных советов по присуждению учёной степени кандидата биологических наук при Самарском государственном университете по специальности «экология» и при Оренбургском государственном педагогическом университете по специальности «ботаника».

## Природоохранная деятельность
Проделала большую работу по охране гено- и ценофонда природных биогеоценозов Самарской области. Благодаря проведённым ею исследования было организовано 67 памятников природы, которые были описаны в книгах «Природа Куйбышевской области» (1990) и «Зелёная книга Поволжья» (1995).
В самарских сборниках «Зелёный шум», «Наш друг — природа», и в местных журналах и газетах есть её многочисленные научно-популярные статьи, посвящённые охране природы.